# Ptolomeo de Epiro
Ptolomeo de Epiro (en griego: Πτολεμαῖος), fue rey de Epiro desde el 234 al 230 a. C. Era el segundo hijo del rey Alejandro II de Epiro y de Olimpia así como nieto de Pirro.
A la muerte de su padre, fue su madre Olimpia la que asolió la regencia en nombre de sus dos hijos menores Pirro y Ptolomeo.  Después del reinado y muerte de su hermano Pirro II en el 234 a. C. heredó el trono. Organizó una expedición militar durante la cual enfermó y murió hacia el 230 a. C., aunque Polieno, en cambio, cuenta una historia diferente y afirma que fue asesinado. Le sucedió su sobrino Pirro III.